# Østjysk
Østjysk er en fællesbetegnelse for de dialekter af dansk, der tales i Østjylland. Et fællestræk ved de østjyske dialekter er, at de oftest har to køn – i lighed med rigsdansk og sønderjysk, men i modsætning til vestjysk, som kun har ét. Den østjyske dialekt er gået stærkt tilbage, og de fleste østjyder taler i dag en variant af rigsdansk med regionale træk.
Aarhusiansk er en østjysk dialekt, som især adskiller sig fra egnens øvrige dialekter derved, at enstavelsesord, der ender på "d" udtales med stød, mens samme bogstav i flerstavelsesord udtales som "j", f.eks. udtales navnet på byen Odder som "Ojjer".